# 大久保公治
大久保 公治（おおくぼ こおじ、1916年（大正5年） - 2002年（平成14年））は、日本の画家。

## 略歴
- 1916年（大正5年） - 山形県東田川郡長沼村（後の藤島町、現・鶴岡市）に生まれる
- 1933年（昭和8年） - 山形県立鶴岡中学校（現・山形県立鶴岡南高等学校）卒業
  - 同期生には、成沢翠映・三井惣一・山本甚作がいた。
  - 在学中は、地主悌助に学ぶ。
- 1935年（昭和10年） - 山形県師範学校（現・山形大学）卒業
  - 教員となり、小波渡小学校、後に狩川小学校に赴任。
- 1942年（昭和17年） - 満州国へ渡り開拓団小学校の教員就任
- 1953年（昭和28年） - 中国での抑留から日本へ帰国し、教職に復帰する。
- 1971年（昭和46年） - 日本水彩画会山形支部荘内部会長 就任
- 1973年（昭和48年） - 定年退職、本格的に油彩画、水彩画の絵画製作に励み、示現会入会
- 1983年（昭和58年） - 日本水彩画会入会。芸術グラフ大賞受賞。
- 1984年（昭和59年） - 日本水彩画会荘内支部支部長
- 2002年（平成14年） - １月逝去。享年85歳。

## 受賞歴
- 1983年（昭和58年） - 芸術グラフ大賞

## 作品
- 『庄内おばこ』 致道博物館蔵 カンバス・油彩・額装（112.1×145.5）
- 『庄内おばこ』 山形県立鶴岡南高等学校蔵 紙・水彩・額装（96.0×129.0）
- 『ひまご』 山形県立鶴岡南高等学校蔵 カンバス・油彩・額装（131.0×90.0）
- 『月山』 鶴岡市立東栄小学校蔵 カンバス・油彩・額装（90.0×130.0）
- 『田植』 松山文化伝承館蔵 紙・水彩・額装（97.0×129.0）
- 『澗（たにみず、正しくは門の中は日ではなく王）』 鶴岡市藤島庁舎蔵 紙・水彩・額装（79.0×113.0）

　他多数

## 参考資料
- 『旧制鶴岡中学校の画家「大久保公治・成沢翠映・三井惣一・山本甚作」遺作展』致道博物館 パンフレット